# キル・ユア・ダーリン
『キル・ユア・ダーリン』（Kill Your Darlings）は2013年のアメリカ合衆国の伝記映画。
監督はジョン・クロキダス、出演はダニエル・ラドクリフとデイン・デハーンなど。
ビート・ジェネレーションを代表する詩人アレン・ギンズバーグのコロンビア大学での学生時代を、彼の身近で起きた殺人事件を背景に、ルシアン・カー、ウィリアム・S・バロウズ、ジャック・ケルアックらとの交流とともに描いた青春映画である。
日本では劇場未公開だが、DVDが2014年6月27日に発売されている。

## ストーリー
第二次世界大戦中の1944年、コロンビア大学に入学したアレン・ギンズバーグは、文学の授業内容をはじめ、旧態依然とした大学の有り様に幻滅し、自由奔放な学生ルシアン・カーに強く惹かれるようになる。そしてルシアンの仲間であるウィリアム・S・バロウズやジャック・ケルアックとも交流を持つようになると、彼らの生き方や「文学革命」の思想に感化されていく。そのような中、アレンはルシアンに対して友情以上の感情を抱くようになると、ルシアンもそれに応え、2人はキスを交わす。しかし、実はルシアンにはデヴィッド・カマラーという年上で同性の元恋人との間に切っても切れない「腐れ縁」があり、失意のアレンは行きずりの男と肉体関係を結んでしまう。一方、ルシアンはデヴィッドとの縁を切り、ジャックとパリに向かおうとするが、そこにデヴィッドが現れる。そして言い争いの末、ルシアンはデヴィッドを刺し殺してしまう。逮捕されたルシアンは、同性愛者であるデヴィッドに肉体関係を強要されたための正当防衛だったとして無実を訴え、アレンに自分の代わりに宣誓供述書を書くように頼む。正当防衛などではなく、痴情のもつれの末での殺人であることを知るアレンは悩むが、バロウズからルシアンが残虐な方法でデヴィッドを殺害したと知らされると、これまでの経緯を小説にまとめてルシアンと決別する。そして、その小説を期末試験として大学に提出するが、スキャンダラスな内容が問題視され、退学することになる。
1945年、戦争の終結がラジオで報道される中、実家に戻っていたアレンのもとに、大学のスティーヴス教授からアレンの小説の原稿が送り返されてくる。表紙には「この調子で続けなさい」との教授のメモが記されていた。
ルシアンは殺人罪で1年半を少年院で過ごし、後にUPI通信社の記者となると、2005年に亡くなるまで勤務した。結婚は2回、3人の子をもうけた。一方、アレンは米国を代表する詩人となる。最初の詩集はルシアンに捧げられたが、ルシアンは自分の名前を本から削除するように求めた。

## キャスト
※括弧内は日本語吹替
- アレン・ギンズバーグ: ダニエル・ラドクリフ（小野賢章） - コロンビア大学の新入生。詩人の息子。
- ルシアン（ルー）・カー（英語版） - デイン・デハーン（河本啓佑）： コロンビア大学の奔放な学生。
- デヴィッド・カマラー: マイケル・C・ホール（桐本琢也） - ルーに執着している中年男。元英語教師。
- ジャック・ケルアック: ジャック・ヒューストン（藤沼建人） - ルーの仲間。
- ウィリアム・S・バロウズ: ベン・フォスター（間宮康弘） - ルーの仲間。金持ちの放蕩息子。
- ルイス・ギンズバーグ: デヴィッド・クロス - アレンの父。詩人。
- ナオミ・ギンズバーグ: ジェニファー・ジェイソン・リー（入江純） - アレンの母。精神を病んでいる。
- イーディ・パーカー（英語版）: エリザベス・オルセン - ケルアックの最初の妻。
- スティーヴス教授: ジョン・カラム - 保守的な文学教授だがアレンの才能を評価。
- 学部長: デヴィッド・ラッシュ
- マリオン・カー: キーラ・セジウィック - ルーの母。

## 作品の評価
Rotten Tomatoesによれば、批評家の一致した見解は「ダニエル・ラドクリフとデイン・デハーンの間の途方もないケミストリーに支えられた『キル・ユア・ダーリン』はビート・ジェネレーションの物語の初期の章に鮮やかなスポットライトを当てている。」であり、150件の評論のうち高評価は77%にあたる115件で、平均して10点満点中6.70点を得ている。
Metacriticによれば、36件の評論のうち、高評価は21件、賛否混在は13件、低評価は2件で、平均して100点満点中65点を得ている。